# Церква Івана Хрестителя (Кідьош)
Церква Івана Хрестителя (Кідьош) — церква XIV ст. в селі Кідьош, Закарпатської області, пам'ятка архітектури національного значення (№ 1111).

## Історія
Церква побудована в XIV ст. на основі вже існуючої каплиці ХІІІ ст. та монастиря та спочатку була католицькою, потім реформатською (у 1590 р.). У 1657 р. храм згорів.  Храм мав ознаки оборонної споруди (масивні стіни та вузькі вікна) та використовувася в Середньовіччі не тільки для молитви, а і для оборони. Храм був оточений огорожею і захищений ровом, залишки якого є і донині. В 1827, 1889 та 1911 рр. храм реставрували.

## Архітектура
Церква зведена в готичному стилі, оздоблена фресками, частина з яких, датована 1360 – 1370 роками, збереглися у наві, зокрема: «Св. Катерина», «Молитва про чашу», «З'явлення Христа Марії Магдалині». Ці фрески були забілені оскільки реформати не оздоблюють свої храми фресками, образами та скульптурами святих, але їх відкрили в 1911 році. Структурно зрам складається з двох частин — квадратної  апсиди в романському стилі та прямокутної нави в готичному стилі. Нава і апсида розділені аркою. На західному фасаді є портал. В стінах храму пробиті маленькі вузькі романські вікна (два в східній частині і одне в південній). В північній частині храму знайдено залишки фундаменту ризниці, яка примикала до нього. В ризниці та апсиді було знайдено залишки поховань. Двосхилий дах покритий бляхою.

## Дзвіниця
Поруч з храмом розташована дерев’яна дзвіниця, датовна XVIII століттям. Готична дерев'яна будівля квадратна в плані. Стіни посилені поперечними розпірками. На другому ярусі відкритий простір з дзвонами 1924 року. Вінчає дзвіницю пірамідальний дах, вкритий бляхою.

## Див також
- Костел Серця Ісуса (Бене);
- Руїни костелу Святого Іоанна Хрестителя (Мужієво);
- Вознесенський костел (Виноградів);
- Костел Воздвиження Святого Хреста (Берегове).